# 문경 만산재
문경 만산재는 대한민국 경상북도 문경시 흥덕동에 소재한 개성고씨 고상안의 손자 세염의 주손들이 세거하던 주택으로서 1780년경에 초창되었다. 2017년 4월 26일 문경시의 보호문화유산 제1호로 지정되었다.

## 개요
개성고씨 예동파가 17세기 초에 흥덕동에 정착하여 벌족하고 번성하였으며 입향조 고상안(1553~1623)의 손자 세염의 증손 일취가 세거하던 사족의 전통주택이다.
만산재는 적송을 사용하여 구조가 튼튼하며, 누대형식으로 높게 건축되어 있으며, 지붕은 팔작의 민도리형식으로 간결하나 사가의 품위를 간직하고 있는 가옥이다.